# Setaria nigrirostris
Setaria nigrirostris är en gräsart som först beskrevs av Christian Gottfried Daniel Nees von Esenbeck, och fick sitt nu gällande namn av Théophile Alexis Durand och Schinz. Setaria nigrirostris ingår i släktet kolvhirser, och familjen gräs. Inga underarter finns listade i Catalogue of Life.

## Bildgalleri

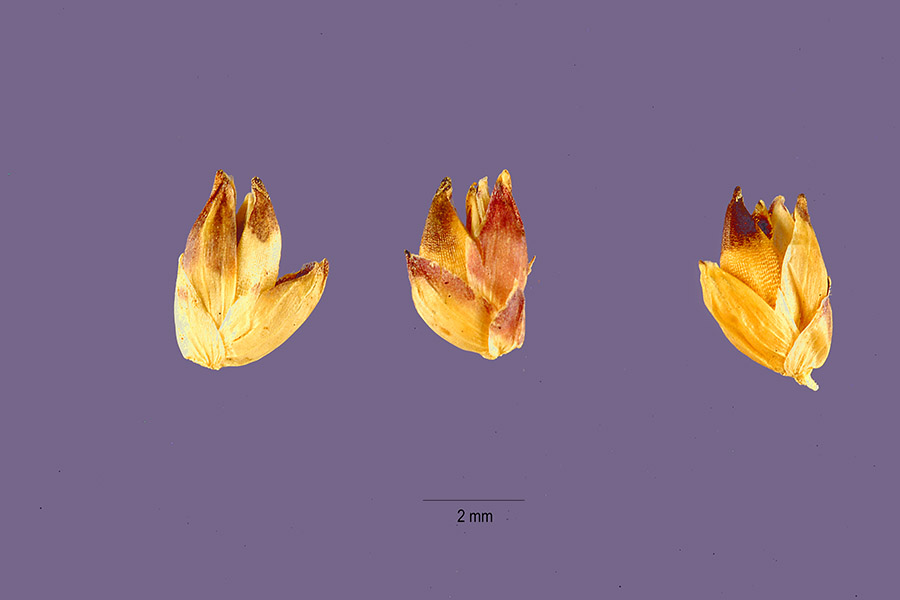